# 총리대신 (조선 말기)
총리대신은 조선 후기 내각의 최고 책임자이며 조선 후기 의정부와 통리기무아문의 장관이다. 1894년 갑오개혁에 의해 최고관직인 의정부의 영의정(領議政)이 총리대신(總理大臣)으로 바뀌었다. 정식 직책은 의정부총리대신으로, 1896년 9월에 의정부 의정대신으로 바뀌었고, 의정부 의정대신은 1907년 6월에 내각총리대신으로 바뀌었다.

## 역대 총리대신

### 통리기무아문
| 성명(姓名) | 재임(在任) | 비고   |
| ---------- | ---------- | ------ |
| 이최응     |            | 영의정 |
| 김병국     |            | 좌의정 |
| 홍순목     |            | 영의정 |
| 심순택     |            | 영의정 |

### 의정부
| 성명(姓名) | 재임(在任) | 비고              |
| ---------- | ---------- | ----------------- |
| 김홍집     | 1894~1895  | 갑오개혁으로 성립 |
| 박정양     | 1895       |                   |
| 김홍집     | 1895~1896  | 아관파천으로 면직 |
| 김병시     | 1896       |                   |
| 윤용선     | 1896       |                   |

## 참조
1. ↑  《고종실록》 34년(1897) 12월 8일 3번째 기사

## 같이 보기
- 영의정
- 의정부
- 군국기무처
- 의정대신
- 내각총리대신